# Hatín
Hatín település Csehországban, a Jindřichův Hradec-i járásban. Hatín Val, Polště, Stráž nad Nežárkou, Kardašova Řečice, Novosedly nad Nežárkou, Plavsko, Ratiboř és Roseč településekkel határos. Lakosainak száma 257 fő (2024. január 1.).

## Népesség
A település lakosságának változását az alábbi diagram mutatja:
| Lakosok száma | 499  | 543  | 639  | 433  | 287  | 209  | 195  | 200  | 232  | 257  |
|               | 1869 | 1890 | 1921 | 1950 | 1980 | 2001 | 2017 | 2019 | 2022 | 2024 |